# Kecamatan Sukodono (distrikt i Indonesien, Jawa Timur, lat -8,10, long 113,24)
Kecamatan Sukodono är ett distrikt i Indonesien.   Det ligger i provinsen Jawa Timur, i den västra delen av landet, 700 km öster om huvudstaden Jakarta.